# Family (LeAnn Rimes)
Family è un album in studio della cantante country statunitense LeAnn Rimes, pubblicato nel 2007.

## Tracce
1. Family – 3:55
2. Nothin' Better to Do – 4:26
3. Fight – 3:27
4. Good Friend and a Glass of Wine – 3:34
5. Something I Can Feel – 3:43
6. I Want You with Me – 3:33
7. Doesn't Everybody – 3:53
8. Nothing Wrong (con Marc Broussard) – 4:22
9. Pretty Things – 3:45
10. Upper Hand – 3:51
11. One Day Too Long – 3:38
12. What I Cannot Change – 5:14

Tracce bonus
1. Till We Ain't Strangers Anymore (con Bon Jovi) – 4:48
2. When You Love Someone Like That (con Reba McEntire) – 4:40